# Plângerile lui Ieremia

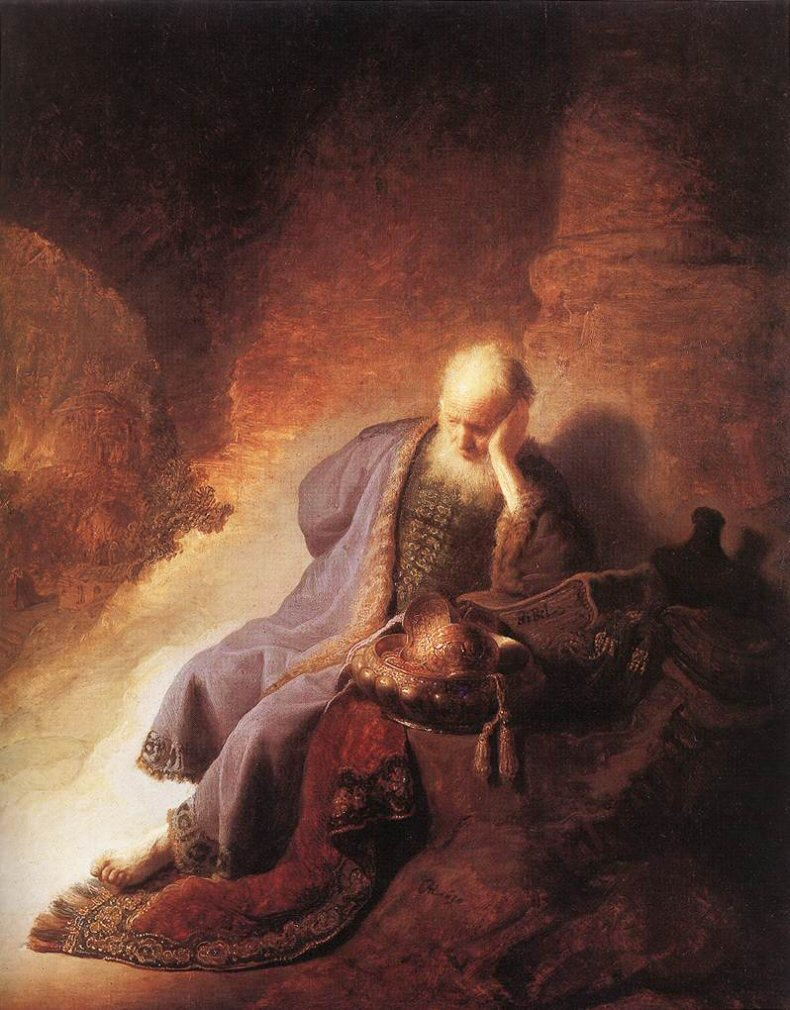
Plângerile lui Ieremia față de Distrugerea Ierusalimului

Cartea Plângerilor este una dintre cele 39 de cărți ce alcătuiesc Vechiul Testament. În ceea ce privește canonul creștin, ea se regăsește printre cărțile profetice, mai exact între Cartea lui Ieremia și Cartea lui Ezechel, special pentru că tradiția iudeo-creștină consideră că aceasta culegere de lamentații aparține profetului Ieremia. În ceea ce privește canonul ebraic, Cartea Plângerilor, împreună cu Cântarea Cântărilor, Cartea Rut, Eclesiastul și Estera, fac parte dintr-o colecție de cinci cărți biblice cunoscută sub numele de "Cele 5 Suluri" sau cele "Cinci Megillot", care împreună cu alte cărți formează Ketuvim (Scrierile).
În ceea ce privește modul de aranjare a cărților biblice, indiferent de canon - creștin sau iudeo-mozaic -, aceasta nu a fost făcută îm mod aleatoriu, ci în baza unei logici teologice. Limitându-ne strict la Cartea Plângerilor putem observa că din perspectiva creștină poezia nu putea fi separată de Cartea Ieremia, care are ca autor moral pe profetul Ieremia, unul dintre profeții "plângăcioși." El scrie cel puțin o poezie de jale în memoria unui rege iudaic (2Cr. 35:25), plânge căderea  Ierusalimului (e.g. Ier. 4-6; 9:1), până și destinul de profet și-l deplânge (Ier. 20:7fff).  În ceea ce privește canonul ebraic sau Textul Masoretic (MT) Cartea Plângerilor este așezată între o carte care vorbește despre vanitatea și deșertăciunea vieții terestre (Eclesiastul) și una care descrie intervenția Divinității în viața ființei umane (Estera). Cu alte cuvinte, când privești la evenimentele ce te însoțesc zilnic (Eclesiatul), e normal să devii disperat, depresiv și să plângi (Cartea Plângerilor), însă viața nu se limitează la aparențe sau presupuneri, pentru că ea este guvernata de Divinitate (Estera).

#### Titlul cărții
Una din particularitățile acestei scrieri canonice este titlul în sine. Comparând distincte variante a acestei cărți (traduceri sau texte omologate) vom observa că numele cărții diferă în funcție de ce tradiție urmează. Bunăoară, în MT cartea este cunoscută sub numele אֵיכָה, ʾĒḵā, (literar "cum", însă unii traducători români au adăugat un cuvânt în plus atunci când l-au tradus din ebraică, special pentru a indica și intensifica elementul de durere al poetului: spre exemplu Dumitru Cornilescu va utiliza "vai", traducerea sinodală va opta pentru "o", iar Claudiu Dobra propune pe "ah".), fiindcă așa începe primul verset.  În versiunea greacă a VT, Septuaginta (LXX), cartea poartă numele de "Plângerile" sau "Cântecele funerare", iar versiunea latină Vulgata are titlul de "Plângerile lui Ieremia". În ceea ce privesc traducerile ulterioare decizia cu privire la titlul va aparține editorilor sau traducătorilor, optând fie varianta LXX, fie cea a Vulgatei. 

#### Paternitatea cărții
1. ↑  Brown, Francis (ianuarie 1999). The Brown-Driver-Briggs Hebrew and English Lexicon, Fourth Printing. Hendrickson Publisher Inc. p. 32.